# Mura medievali di Milano
Le mura medievali di Milano sono state una cinta muraria eretta nel Medioevo a protezione della città lombarda di Milano. Hanno sostituito le mura romane di Milano, che erano state distrutte durante l'assedio della città del 1162, opera di Federico Barbarossa.
Demolite nel corso del XVI secolo, le mura medievali di Milano sono diventate obsolete per l'invenzione della polvere da sparo, che ha cambiato le tecniche di guerra, venendo sostituite dalle mura spagnole di Milano.

## Storia

### Le premesse

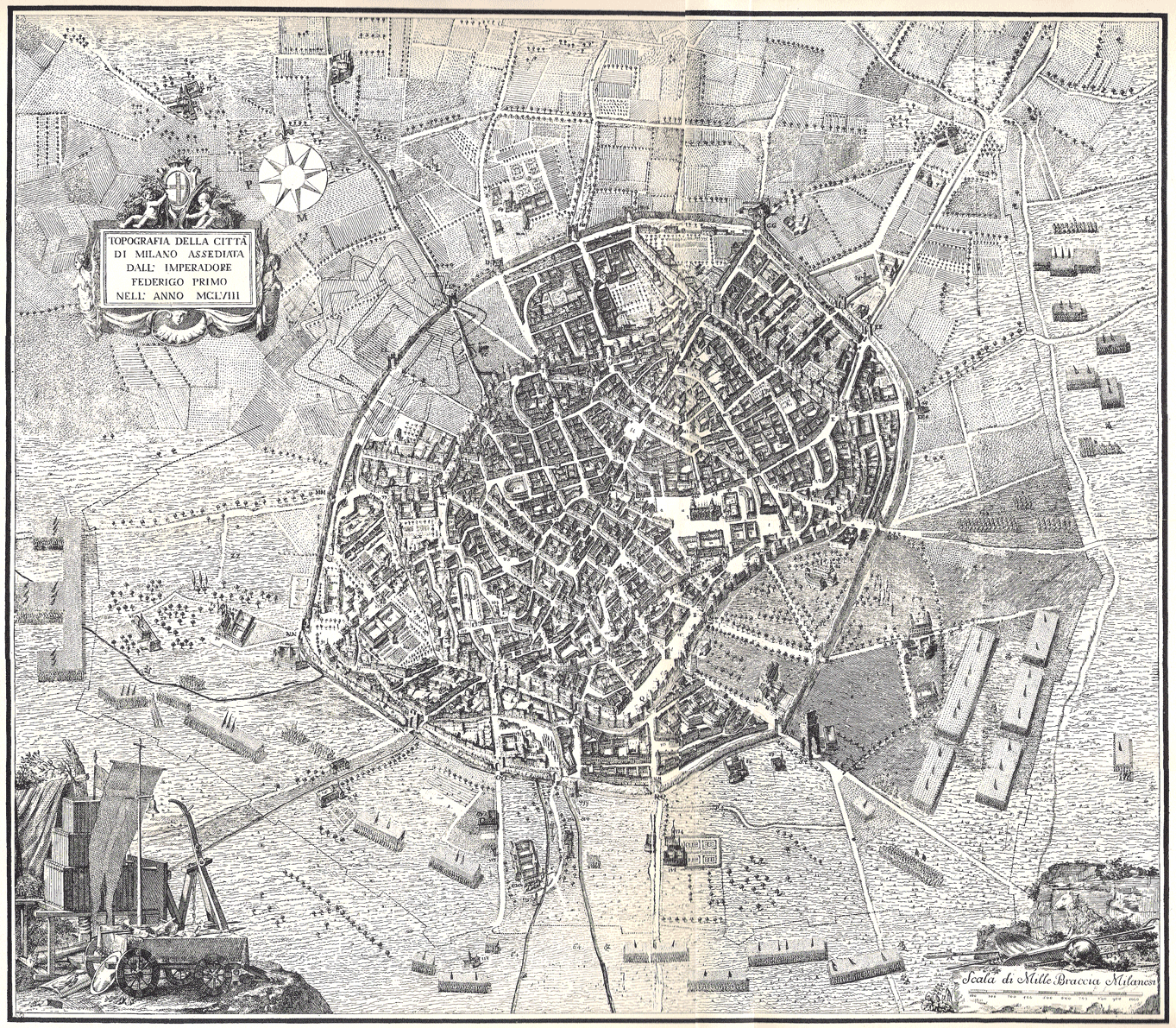
Ipotetica mappa di Milano del 1158 con indicate le mura e le porte. Disegno di Domenico Aspari del 1778

Le origini delle mura medievali di Milano risalgono al 1156, quando la città lombarda era in guerra con Federico Barbarossa. Fu Guglielmo da Guintellino, ingegnere militare genovese al servizio dei milanesi, a progettare le opere e a sovrintendere alla loro realizzazione.
Guglielmo da Guintellino realizzò anche il loro fossato ampliando forse l'antico refossum romano, ovvero il secondo fossato delle mura romane di Milano, che correva più esterno al primo lambendo i quattro castelli che difendevano la Milano romana. Il fossato romano più interno costeggiava invece le mura.
La cinta muraria di Milano, quella repubblicana a sud e a ovest e l'estensione massimiana (286-305) a nord e a oriente (anche se in molti punti la città, con la crescita del centro urbano, le aveva sopravanzate), erano interamente in muratura. Alcuni importanti monumenti, soprattutto chiese e conventi, sorgevano all'esterno di esse (la basilica di Sant'Ambrogio, la basilica di San Lorenzo Maggiore, la basilica di Sant'Eufemia, la basilica di San Babila e la chiesa di San Bernardino alle Ossa, per citarne alcune), e intorno a queste si erano sviluppati insediamenti e attività.

### Le mura del 1156
La nuova cerchia di mura medievali fu realizzata, più ampia, nel 1156. Essa proteggeva interamente la città e captava nel suo fossato le acque del Seveso e del Pudiga.
Queste acque furono incanalate nel nuovo fossato a servizio delle mura, che erano larghe ventiquattro braccia; la terra di riporto ottenuta dallo scavo del fossato fu poi utilizzata per costruire imponenti bastioni (chiamati anche "terraggi") la cui localizzazione coincide con le moderne vie della Cerchia dei Navigli stradale.
Questo sistema di difesa era strategicamente ben piazzato, ma non particolarmente efficace, dato che era costruito in terra rinforzata da palizzate ed era difeso da torri di legno. Ma questi erano i materiali di cui disponeva Milano, lontana dalle cave di pietra e priva di rilievi su cui arroccare le difese.

### Le mura del 1162
Federico Barbarossa, durante l'assedio di Milano del 1162, se ne impadronì e rase al suolo la città disperdendo i milanesi nei borghi limitrofi e distruggendo le mura romane, le uniche in muratura. Nel 1171, come conseguenza della distruzione del 1162, si iniziarono i lavori per la costruzione di un più efficace sistema difensivo, questa volta in muratura, dotato di un fossato allagato anche dalle acque dell'Olona, che fino ad allora era indirettamente tributario del fossato delle mura romane e che in questa occasione subì la seconda deviazione della sua storia.

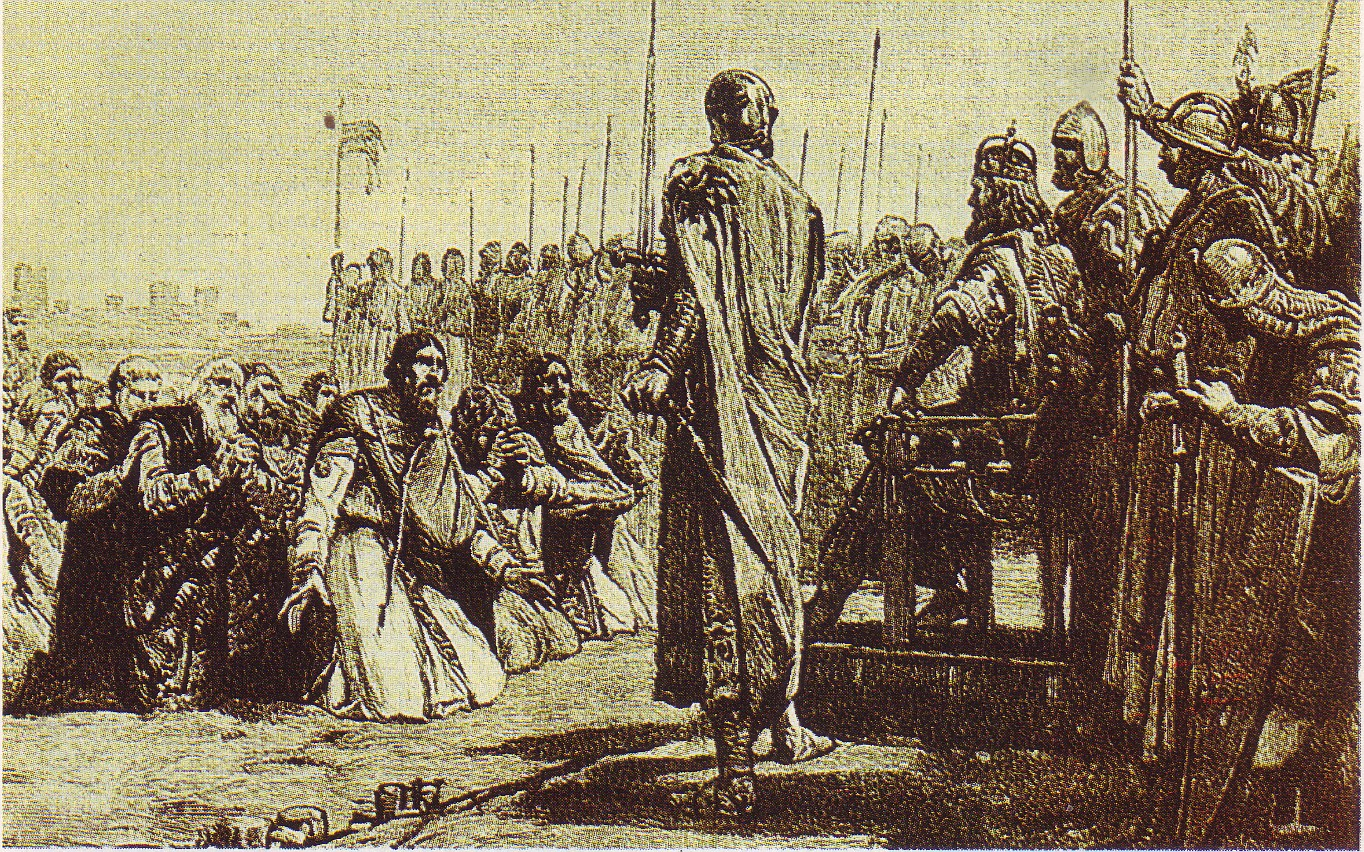
I consoli di Milano davanti a Federico Barbarossa chiedono clemenza dopo l'assedio del 1162

Col tempo la città si dotò, nel suo contado, di un vasto apparato di alleati, di castelli, roccaforti e borghi fortificati tanto che nel giro di due secoli Milano divenne uno dei più potenti e ricchi Stati italiani preunitari.
Bonvesin de la Riva descrive così le mura medievali di Milano nella sua opera De Magnalibus Mediolani, che scrisse nel 1288:
(Bonvesin de la Riva, De Magnalibus Mediolani, 1288 - Pontiggia ed. Bompiani 1974.)

### I secoli successivi

La Cerchia dei Navigli, ovvero il fossato delle mura medievali di Milano reso navigabile, in via Francesco Sforza verso via Santa Sofia all'inizio del XX secolo

La nuova cinta, quasi circolare (di "mirabile rotondità", dice Bonvesin de la Riva), diede un particolare e duraturo assetto all'impianto urbanistico, tant'è che il nuovo fossato verrà, nei secoli, approfondito sino a creare la Cerchia dei Navigli, ben visibile ancora negli anni venti del XX secolo. Il completamento delle mura richiese diversi anni e venne terminata sotto Azzone Visconti; alcune torri non furono mai finite.
I fossati delle mura medioevali furono usati fino ai primi anni del Novecento come canali navigabili e rappresentarono a lungo una delle caratteristiche principali dell'urbanistica milanese. Nel 1930 fu ultimata la copertura delle acque del vecchio tracciato murario medioevale, che iniziò l'anno precedente, nel 1929.

### Le porte e le pusterle

Porta Nuova medievale in una foto del 1850

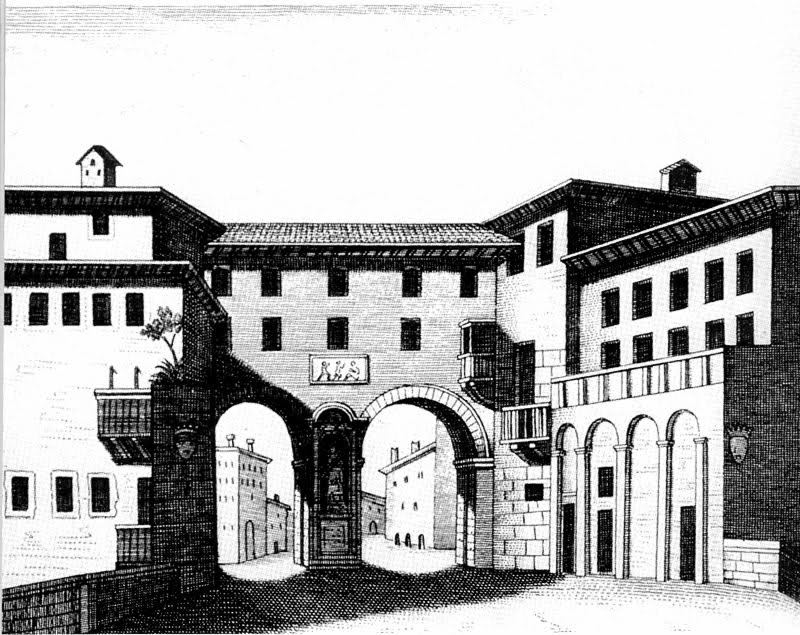
Porta Orientale medievale, che è stata demolita nel 1818

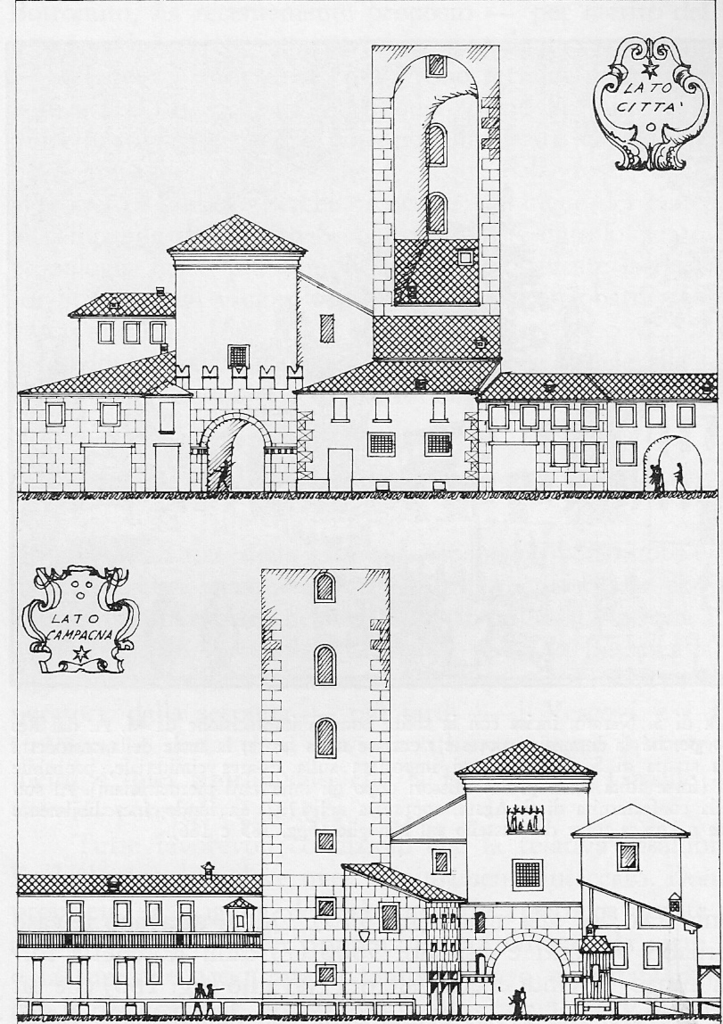
Porta Romana medievale, che è stata demolita nel 1793

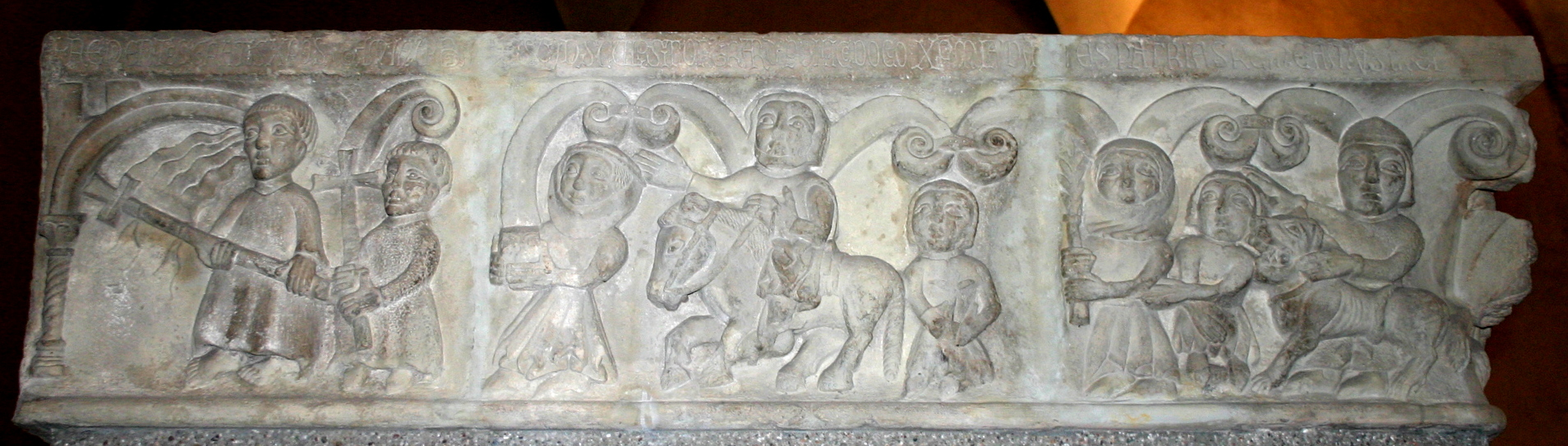
Fregio di capitello proveniente dalla demolita Porta Romana medievale: raffigura il ritorno dei milanesi in città dopo la demolizione di Milano operata nel 1167 dal Barbarossa. L'opera è firmata da uno scultore Anselmo, che si vanta di essere Dedalus alter (un secondo Dedalo). Castello Sforzesco, Museo d'arte antica, sala 6.

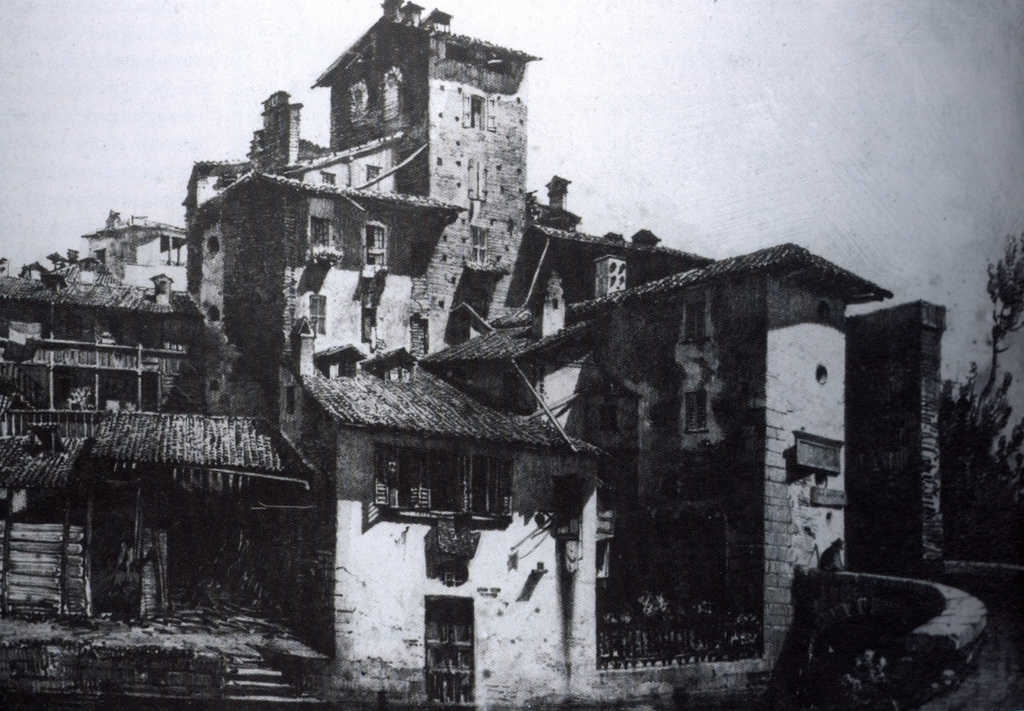
La Porta Ticinese medievale, che è ancora esistente, prima del rifacimento del 1861

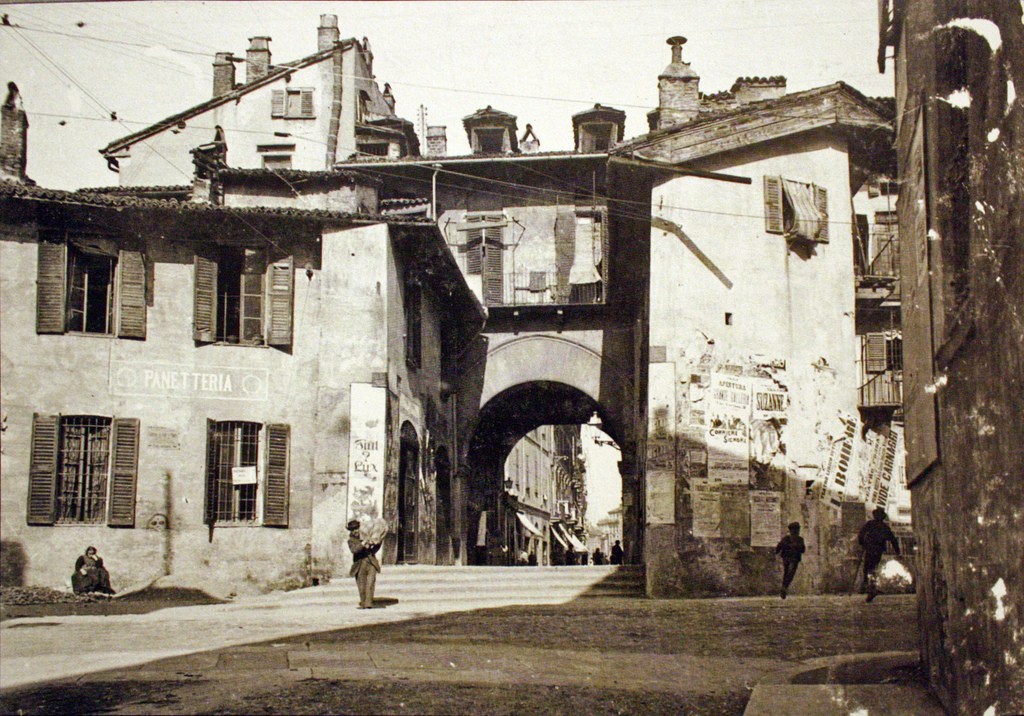
La Pusterla dei Fabbri

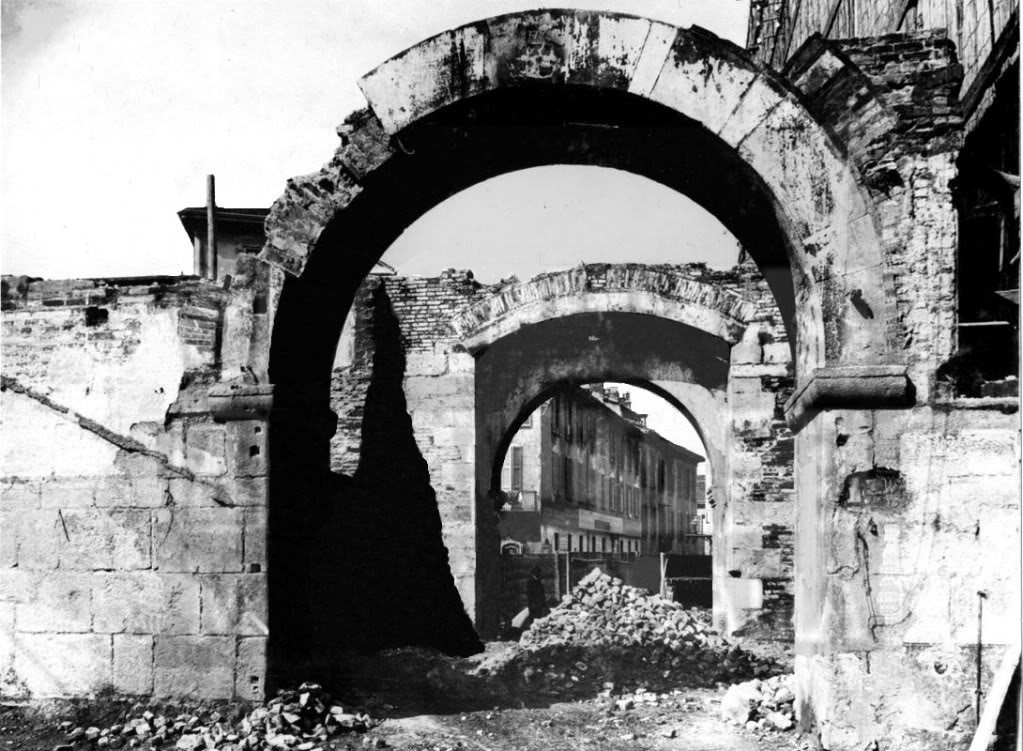
La Pusterla dei Fabbri in via di demolizione (anno 1900)

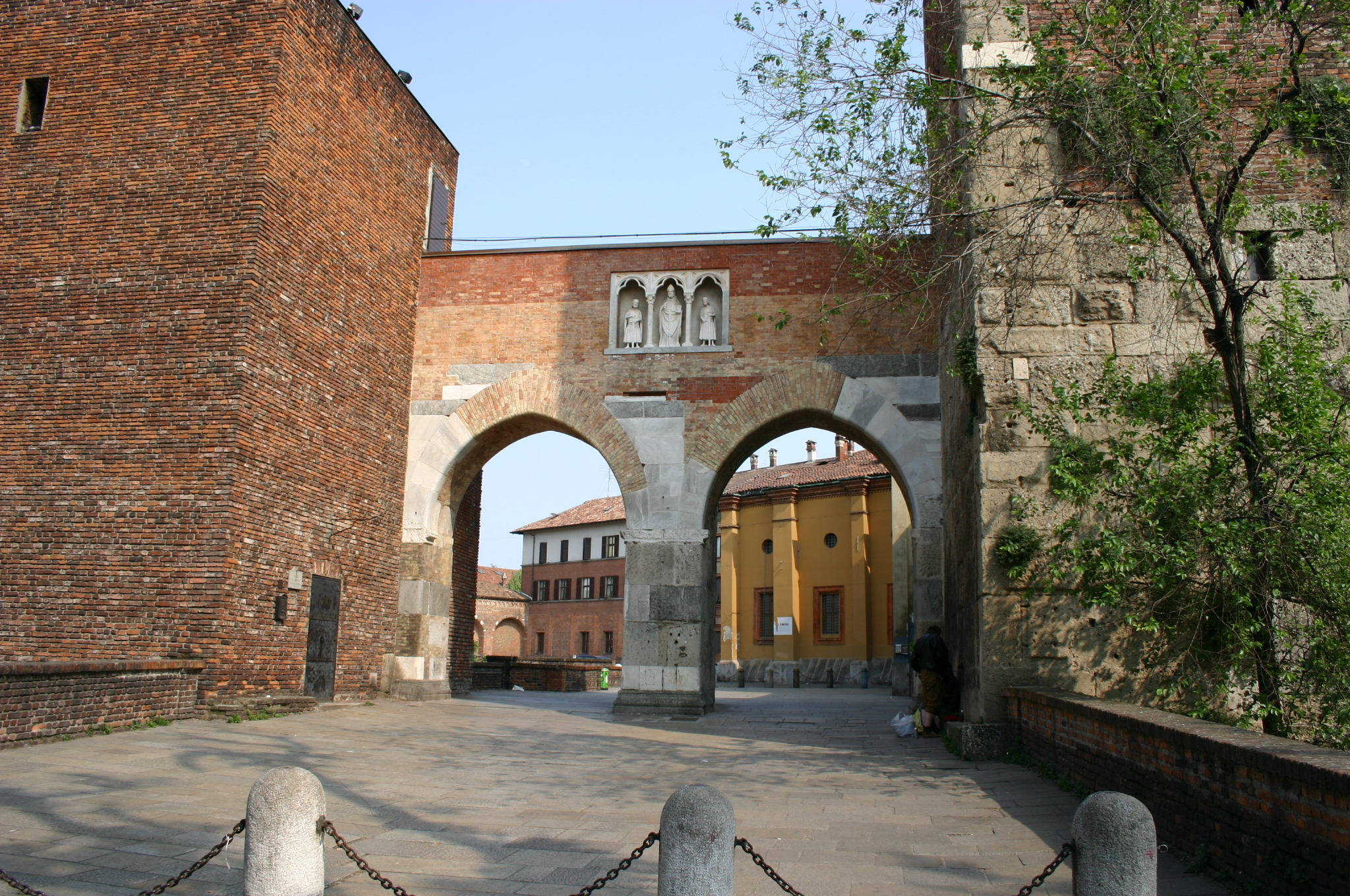
La pusterla di Sant'Ambrogio, che si apriva nelle mura medievali (fossa interna)

Il quadro completo e dettagliato delle porte e delle pusterle della mura medievali di Milano (nello specifico, otto porte e undici pusterle) è la seguente (in corsivo sono segnalate le pusterle):
- Porta Orientale si apriva all'attuale incrocio tra via Senato, via San Damiano e corso Venezia; era sulla direttrice tra la romana Porta Argentea[7] e l'odierna Porta Venezia, verso Bergamo.
- Pusterla Monforte, di fronte all'attuale corso Monforte.
- Porta Tosa[8] si apriva all'inizio dell'odierno corso di Porta Vittoria, sulla direttrice tra la romana omonima (in via Larga) e l'attuale Porta Vittoria in direzione dell'Adda.
- Pusterla di Santo Stefano, nei pressi della chiesa omonima dove fu scavato il laghetto, il "porto del Duomo".
- Pusterla del Bottonuto, poco più a sud (poi divenne un passaggio per la Ca' Granda), portava a quel quartiere che le cronache ricordano come malfamato.
- Porta Romana, all'incrocio dell'attuale via Francesco Sforza con corso di Porta Romana. Vi si accedeva dal ponte ornato dalla statua di san Giovanni Nepomuceno protettore dei naviganti. Quella romana era all'inizio del decumano, in piazza Missori dove anche oggi comincia il corso che porta in direzione della allora lontanissima Caput mundi.
- Pusterla di Sant'Eufemia, portava all'omonima chiesa oggi in corso Italia.
- Pusterla di San Lorenzo, portava alla Vetra nei pressi della Basilica di San Lorenzo, dove prima l'Olona confluiva nella Vettabbia e dove oggi si trova l'omonima piazza.
- Porta Ticinese, sulla direttrice da quella romana, al Carrobbio, e l'attuale, situata all'incrocio del corso omonimo con le vie Molino delle Armi[9] e via De Amicis in direzione del Ticino e di Pavia. Sopravvissuta fino a oggi, era l'unica dotata di un solo fornice.
- Pusterla dei Fabbri, deve il suo nome all'attività del quartiere dove immetteva. Posta alla fine di via Cesare Correnti nello slargo sulla via De Amicis, è stata l'ultima a essere demolita nel 1900, nonostante l'opposizione di Luca Beltrami. Alcune sue parti sono conservate al museo del Castello e una statua d'epoca romana che vi sorgeva è ora alla Pinacoteca Ambrosiana.[10]
- Pusterla di Sant'Ambrogio. È un caso anomalo di pusterla con doppio fornice, imponente come una porta. La vicinanza delle Basiliche di sant'Ambrogio e di san Vittore giustificherebbe per alcuni storici la "stranezza" non diversamente spiegabile. La ricostruzione moderna è assolutamente filologica, nelle forme e per i materiali impiegati, in parte originali e in parte provenienti da edifici coevi demoliti.
- Porta Vercellina,[11] sulla direttrice da quella romana (corso Magenta all'altezza di via Nirone) all'attuale, in piazzale Francesco Baracca); era lungo l'attuale corso Magenta all'incrocio con via Carducci e via De Amicis. Curiosamente, delle porte dei tre periodi storici non resta nessuna traccia o reperto.
- Porta Giovia, all'attuale ingresso del castello Sforzesco, fagocitata dal castello medesimo. Sorgeva sul prolungamento della linea del decumano, direttamente contrapposta a porta Romana all'estremo opposto, e questo situa la porta Giovia romana tra via Cusani e l'estremità di via san Giovanni sul Muro. La strada che ne usciva era diretta al Seprio e al suo contado per l'attuale Porta Sempione[12], ovvero l'Arco della Pace.
- Pusterla delle Azze. Il nome deriva probabilmente da "acciaioli", "asce"; dava su un altro borgo noto per la fabbricazione di armi. Anch'essa inglobata nel castello (lato orientale).
- Porta Comasina. È probabile che la porta medievale coincidesse con quella romana, in via Ponte Vetero, così come, per un tratto, coincisero i due fossati difensivi.[13] Da essa usciva la strada per Como (lat. comensis)[14] che a Quarto Oggiaro si biforcava per il Verbano. Oggi è Porta Garibaldi, da cui esce uno spezzone di strada (corso Como) che subito si infrange contro il complesso delle infrastrutture ferroviarie.
- Pusterla Beatrice. Era alla fine di via Brera dove inizia via Solferino.
- Porta Nuova. Con l'ampliamento massimianeo della mura, la porta divenne "Nuova" e il nome rimase a quelle che la sostituirono nelle mura successive. Quella medievale è allo sbocco di via Manzoni in piazza Cavour, assai ben conservata. Nei passaggi pedonali sui due fianchi, ricavati all'inizio del secolo scorso in due spezzoni di mura, una serie di cavità e tracce mostrano gli alloggiamenti delle grate che ne rinforzavano la chiusura e ne chiariscono il funzionamento. Ne usciva la strada per Monza e il contado della Martesana.
- Pusterla di Borgo Nuovo. Alla fine di via Sant'Andrea e portava ai borghi Nuovo, Spesso, del Gesù e Sant'Andrea sorti tra le mura romane e la cinta.
- Pusterla Nuova. Era situata nei pressi di Porta Nuova[15].

A queste si aggiunse, nel 1486, Porta Lodovica (all'estremità dell'odierno corso Italia), fatta aprire da Lodovico il Moro per facilitare l'accesso dei pellegrini alla vicina Chiesa di santa Maria dei Miracoli (o presso san Celso), ancora oggi meta tradizionale per gli sposi cattolici nel giorno del matrimonio.
Le sei porte più importanti della cinta muraria medievale davano origine ai rispettivi sestieri di Milano:
| Sestiere                     | Stemma | Blasonatura dello stemma                                                          | Porta di riferimento | Note sullo stemma |
| ---------------------------- | ------ | --------------------------------------------------------------------------------- | -------------------- | --- |
| Sestiere di Porta Comasina   |        | Scaccato di rosso e d'argento                                                     | Porta Comasina       | Il numero di tiri, sette o sei, può variare a seconda delle raffigurazioni |
| Sestiere di Porta Nuova      |        | Inquartato d'argento e di nero                                                    | Porta Nuova          | In precedenza inquartato d'argento e di rosso e prima ancora di nero al leone d'argento |
| Sestiere di Porta Orientale  |        | D'argento, al leone di nero                                                       | Porta Orientale      | Talvolta il leone viene raffigurato armato e lampassato di rosso (in precedenza il leone era scaccato d'argento e di nero, e prima ancora si avevano tre leoncini neri, passanti uno su l'altro, su fondo bianco) |
| Sestiere di Porta Romana     |        | Di rosso                                                                          | Porta Romana         | - |
| Sestiere di Porta Ticinese   |        | D'argento, allo sgabello di rosso (o ligneo) a tre gambe, con tre fori nel sedile | Porta Ticinese       | In precedenza lo stemma era completamente d'argento, senza figure |
| Sestiere di Porta Vercellina |        | Troncato di rosso e d'argento                                                     | Porta Vercellina     | - |

A queste va aggiunta la già citata Porta Giovia, collocata in uno spazio all'interno del successivo Castello Sforzesco. La costruzione della Rocca Giovia (1358-1368), fortificazione sui cui resti venne edificato il Castello Sforzesco, ne cancellò le tracce, ma già prima, nel 1288, Bonvesin de la Riva non la menziona nell'elenco delle porte della città presente nella sua opera De magnalibus urbis Mediolani.
Nell'opera di Bonvesin de la Riva vengono citate le seguenti pusterle, ovvero le porte minori destinate al traffico locale: Pusterla di Monforte, Porta Tosa, Pusterla Lodovica (già Pusterla di Sant'Eufemia), Pusterla della Chiusa, Pusterla dei Fabbri, Pusterla di Sant'Ambrogio, Pusterla delle Azze, Pusterla Beatrice (già Pusterla di San Marco) e la Pusterla del Borgo Nuovo.

## Cosa rimane

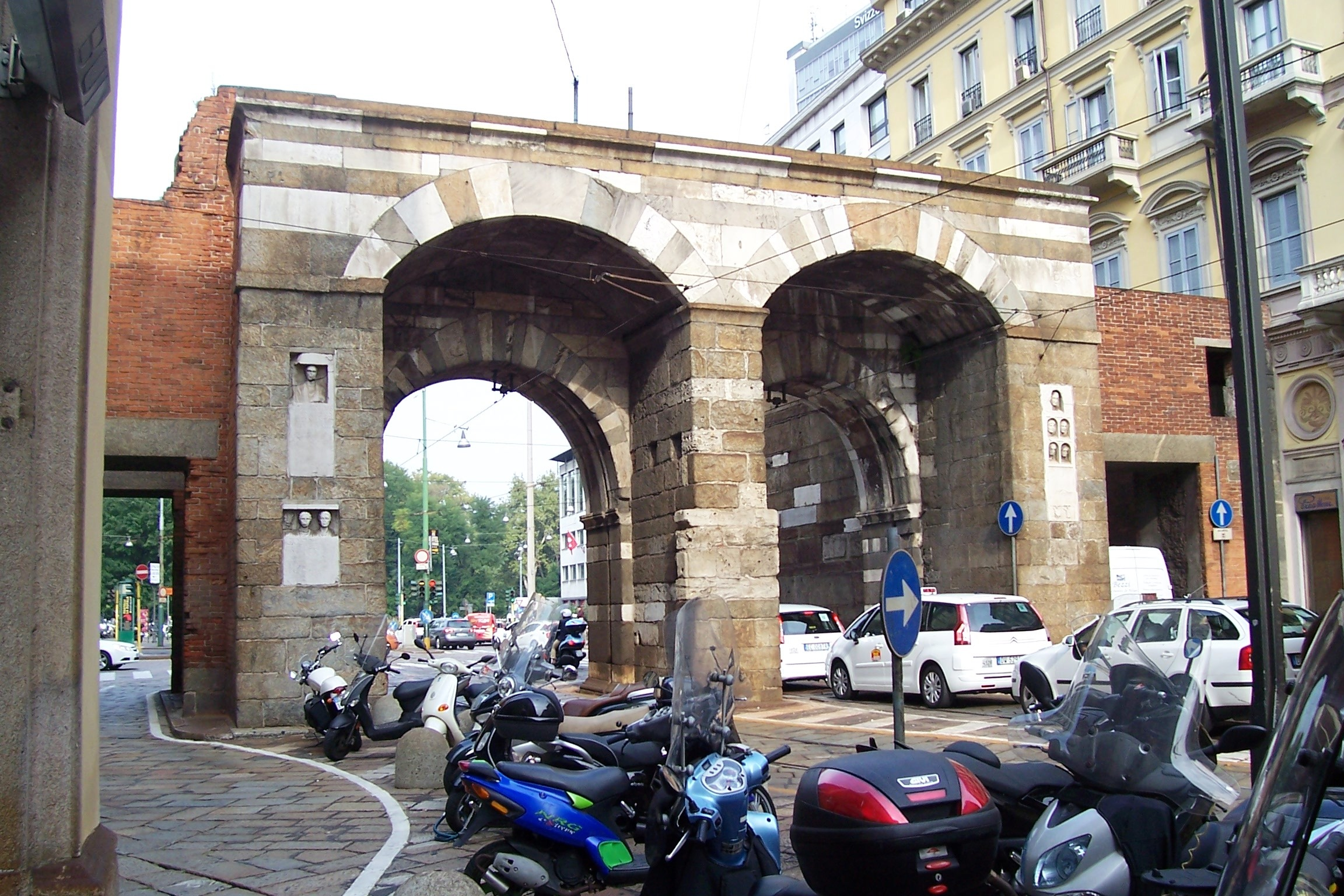
Porta Nuova medievale in una foto del 2010

- Al termine di via Manzoni si trova l'antica porta Nuova risalente al XII secolo. Era una delle porte principali della cinta, la porta è a doppio fornice con due costruzioni laterali che si protendono verso il lato che un tempo era esterno alla cinta. Sono ancora visibili le scanalature usate per la saracinesca che la chiudeva, i due passaggi pedonali laterali sono stati ricavati nel 1861.
- Anche porta Ticinese era una delle porte principali, a un solo fornice con a fianco due torri quadrate, anche in questo caso i passaggi pedonali furono ricavati in epoca successiva (1861-65)
- I resti dell'antica Porta Romana sono situati nello scantinato di due palazzi all'incrocio di corso di Porta Romana e via Francesco Sforza, i fregi che la decoravano si trovano nel Castello Sforzesco.
- Resti delle mura, una ventina di metri circa, sono visibili in via San Damiano (altezza di via Mozart).
- La pusterla di Sant'Ambrogio che si trova nell'omonima piazza è una ricostruzione fatta sul diroccato impianto originario nel 1939.
- Al numero 21 di Corso di Porta Venezia, è possibile trovare i resti di un bassorilievo raffigurante una lupa, un tempo appartenente alla Porta Orientale, e sfuggito alla sua demolizione.[19]